# Das singende springende Löweneckerchen
Das singende springende Löweneckerchen ist ein Märchen (ATU 425A). Es steht in den Kinder- und Hausmärchen der Brüder Grimm an Stelle 88 (KHM 88). Bis zur 2. Auflage schrieb sich der Titel Das singende, springende Löweneckerchen.

## Inhalt
Ein Mann verreist und fragt seine drei Töchter, was er ihnen von der Reise mitbringen soll. Die älteste Tochter wünscht sich Perlen, die zweite Diamanten. Die jüngste Tochter aber, die ihm am liebsten ist, wünscht sich ein singendes, springendes Löweneckerchen (Lerche). Auf seiner Heimreise hat der Mann bereits die Geschenke für die beiden älteren Töchter und findet tatsächlich auch ein Löweneckerchen. Dieses gehört allerdings einem Löwen, der dafür zunächst das Leben des Mannes fordert. Der Löwe bietet ihm jedoch an, dass er das Löweneckerchen bekommt und auch sein Leben behalten darf, wenn er ihm dafür das Lebewesen überlässt, das ihm als erstes zu Hause begegnet. Auf Drängen des ängstlichen Dieners stimmt der Mann zu, auch auf die Gefahr hin, dass seine jüngste und liebste Tochter ihm als erste begegnen wird. Die Befürchtung des Mannes wird wahr, doch die Tochter beruhigt den Vater und geht freiwillig zum Löwen.
Dieser ist ein verzauberter Prinz, der tagsüber ein Löwe und nachts ein Mensch ist. Die beiden heiraten und leben glücklich zusammen. Als ihre älteste Schwester heiratet, verlässt sie ihren Mann für die Dauer der Feier. Ihre Familie ist überrascht, sie wohlauf zu sehen. Zur Hochzeit der zweiten Schwester will sie ihren Mann mitnehmen. Dieser sträubt sich erst, da er sich für sieben Jahre in eine Taube verwandelt, wenn Feuerschein auf ihn fällt. Dagegen wird ein fensterloser Raum hergerichtet. Doch die Tür bekommt einen Sprung, so dass der Prinz von Feuer beschienen wird und sich verwandelt.
Damit seine Frau ihm (der Taube) folgen kann, verliert er alle sieben Schritte einen Tropfen Blut und eine Feder. Kurz vor Ablauf der Frist verliert die Taube weder Feder noch Blut, so dass die Frau sie aus den Augen verliert. Sie fragt bei Sonne, Mond und den Winden nach, wo sie die Taube finden könne. Sonne und Mond können ihr zwar keine Richtung nennen, doch schenken sie ihr ein Kästchen und ein Ei, das sie öffnen soll, wenn sie in Not sei. Der Nachtwind hat den wieder in einen Löwen verwandelten Prinzen am Roten Meer im Kampf mit einem Lindwurm gesehen. Der Wind weiß auch, wie sie den Prinzen im Kampf unterstützen kann: Wird der Lindwurm mit der elften Rute geschlagen, die am Ufer steht, kann er besiegt werden. Danach verwandeln sich Lindwurm und Löwe, denn der Lindwurm ist eine verzauberte Königstochter. Nach der Verwandlung nimmt die Königstochter den Prinzen in den Arm und fliegt mit ihm auf einem Greif davon.
Die Frau, die ihrem Mann so weit gefolgt ist, geht so lange, bis sie das Schloss gefunden hat, wo die Hochzeit des Prinzen und der Königstochter vorbereitet wird. In ihrer Not öffnet sie das Kästchen der Sonne und darin ist ein Kleid, das sie anzieht. Dieses neidet ihr die Königstochter und möchte es als Hochzeitskleid. Kaufen kann sie es „Nicht für Geld und Gut, aber für Fleisch und Blut.“ Dadurch darf die Verzweifelte eine Nacht in der Kammer des Prinzen schlafen. Dieser bekommt ihren Besuch nicht mit, da ihm ein Schlaftrunk gegeben wurde. Mit Hilfe des Eis des Mondes, das eine Henne und zwölf goldene Küken enthält, darf sie eine weitere Nacht zum Bräutigam. Da sein Diener dem Prinzen alles gestanden hat, hat er diesmal den Schlaftrunk nicht getrunken. Er erkennt seine Frau und sie fliehen beide auf dem Greif nach Hause zu ihrem Kind.

## Interpretation
Das Löweneckerchen, laut Text eine Lerche, erklärt Walter Scherf als „Geistchen“. Der Baum, in dessen Krone der Geist wohnt, kann als Baum des Lebens verstanden werden, die Nuss, aus der er neu wächst, wegen ihrer genitalähnlichen Form als Symbol der geschlechtsreifen Frau (vgl. KHM 65 Allerleirauh, KHM 113 De beiden Künigeskinner, KHM 127 Der Eisenofen). Die Schlange (Drache, Lindwurm) ist oft schatzhütendes Ungeheuer (KHM 105, 201, 210; s. a. Schatten). Sie ersteht bei Häutung wieder. Die geisthütende Löwenhaut dagegen wird abgelegt (vgl. KHM 101 Der Bärenhäuter, KHM 108 Hans mein Igel) und gibt eine friedliche Taube frei.
Des Vaters Schuld, der das bescheidene Geschenk nicht findet und seine Tochter versetzt, wird anfangs durch deren Duldsamkeit kompensiert. Nach ihrem Fehler tritt zur Ambivalenz des Löwen, der sich nur nachts zeigt, das dualistische Bild der Schlange, die zu ihrem zweiten Ich wird. Die Beziehungskonstellation lässt an eine Borderline- und eine narzisstische Persönlichkeitsstörung denken (vgl. Echo und Narziss), was sich in dieser Fassung mit dem Depressionsbild der Suchwanderung abwechselt.
Märchenforscher sehen als Kernmotiv die Tierehe und ihr Ende durch Tabubruch der Frau. Alle anderen Elemente kommen auch in anderen Erzählungen vor. Die Verwendung des Anfangs (drei Wünsche der Töchter) ist vielleicht beeinflusst von Jeanne-Marie Leprince de Beaumonts Die Schöne und das Tier, das Schlagen des Lindwurms mit einer bestimmten Rute von König Lindwurm.

## Tiefenpsychologische Deutung Marie-Louise von Franz
Das Märchen beginnt mit der üblichen Vierheit aus Vater und drei Kindern, hier geschlechtlich gemischt. Aus Sicht der Tochter ist der Vater damit die vierte, unbewusste Funktion, und als solcher funktionsgleich mit seinem Mitbringsel, ihrem Wunsch nach dem Animus. Dieser hat als Löwe zunächst triebhafte Natur, die aber zum Licht strebt, Symbol sich läuternden erotischen Begehrens. Gleichzeitig erscheint er im Licht des Tagbewusstseins nichtmenschlich, es entwertet seinen magischen Aspekt. Die Conjunctio, die Vereinigung extremer Gegensätze, findet auf unbewusster Ebene statt und hat eine natürliche Dauer, die nicht vom profanen Bewusstsein gestört werden darf, das nie über Gegensätze hinaus kann.
Die Taube ist seelischer, flüchtiger und unfassbarer als der Löwe, bis auch diese Ahnung sich verliert. Sonne, Mond, Wind und Sonnenvogel gab es auch in antiken Mysterienkulten, sie sind wohl, wie auch Ei, Nuss und Meeresboden, Bilder des Selbst. Die Heldin wird vom Nachtwind (andere Fassungen: Nordwind, also wieder der vierte, nefaste) ans Weltende getragen und vom Wundervogel zurück, das heißt die dortigen Vorgänge spielen sich in einer bewusstseinsfernen seelischen Wirklichkeit ab. Die Entfaltung des an sich außerzeitlichen Selbst in der Zeit gelingt durch den dämonisch-leidenschaftlichen Tierprinzen, der erst den Antrieb zum Bewusstsein gibt.
Von Franz untersucht auch Varianten. So ist der Wunsch der jüngsten Tochter sehr vielfältig abgewandelt, aber immer ein bedeutendes Symbol, zum Beispiel jeden, den ihr das Schicksal gäbe, und wenn es auch ein lahmer Hund wäre, ein Eichhörnchen namens Sorge und Leid, ein goldener Kranz, eine scharlachrote Blume. Das Tabu kann ein Rede- oder Frageverbot sein oder ein Versprechen, rechtzeitig wiederzukommen, zu warten, ihn beim Fest nicht zu erkennen, nicht mit den Eltern allein zu sprechen, nichts aus dem Elternhaus mitzubringen, nichts daheim zu vergessen, nichts zu tun, ohne vorher zu fragen, nicht das Haus zu verlassen, seltener eine verbotene Türe (was besser in den Märchentyp vom Mädchenmörder passt, AaTh 312: 46, 62a). In von Amor und Psyche beeinflussten Fassungen überreden die neidischen Schwestern die Braut, ihn mit einer Ampel zu beleuchten. Die Wachstropfen stehen dann in Beziehung zu den Blutstropfen. Manchmal ist gar keine Wiedergutmachung möglich oder sie muss etwa lang gehen, ohne zu schlafen oder die Beine zu biegen oder einen Berg mit angeschweißten Klauen besteigen. Die Erlösung erfolgt fast immer wie hier durch Gaben, die in allen Varianten mit Spinnen, Weben und Schneidern zu tun haben. Selten sind die Geber die eigenen Kinder. Immer erkauft sie damit drei Brautnächte, meist muss sie ihn auch wecken.
Auch Jobst Finke sieht unterschiedliche Deutungsmöglichkeiten der Tierverwandlung, sei es als Entfremdung im Sinne sozialer Überanpassung, Triebhaftigkeit oder aber neuer Vitalität.

## Motivvergleiche

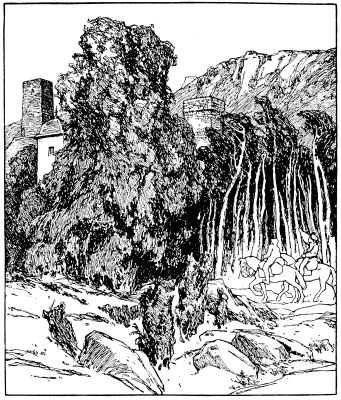
Illustration von Otto Ubbelohde, 1909

- Mitbringsel vom Vater: Hans mein Igel, Die Gänsehirtin am Brunnen, Aschenputtel
- Versprochenes Kind: Rapunzel, Das Mädchen ohne Hände, Rumpelstilzchen, Der König vom goldenen Berg, Die Nixe im Teich, Der Bärenhäuter, Der Eisenofen, Hurleburlebutz, Die drei Schwestern
- Tierehe: Der Eisenofen, Hans mein Igel, Schneeweißchen und Rosenrot, Froschkönig, Der Froschprinz, Prinz Schwan, Die drei Schwestern, Der Faule und der Fleißige, Der Löwe und der Frosch, Die Schöne und das Biest
- Trennung durch Fehler: Der Eisenofen, Die wahre Braut, Der Liebste Roland, Der goldene Vogel, Prinz Schwan, De drei schwatten Prinzessinnen
- Suchwanderung: Der Eisenofen, Der Vogel Greif, Die zwölf Brüder, Die sechs Schwäne, Die sieben Raben, Die Sterntaler, Prinz Schwan, Die drei Schwestern
- Kampf mit Drachen: (Die zwei Brüder), (Schneeweißchen und Rosenrot), (Prinz Schwan)
- Erkaufte Brautnächte: Allerleirauh, Aschenputtel, Der Eisenofen, De beiden Künigeskinner, Der Trommler, Die wahre Braut, Prinz Schwan

Vgl. in Giambattista Basiles Pentameron I,6 Die Aschenkatze, II,5 Die Schlange; II,8 Die kleine Sklavin, V,3 Pinto Smauto, V,4 Der goldene Stamm, V,9 Die drei Zitronen. Vgl. Jeanne-Marie Leprince de Beaumonts Die Schöne und das Tier; Das Nußzweiglein, Oda und die Schlange und Der weiße Wolf in Ludwig Bechsteins Deutsches Märchenbuch (in der Auflage von 1845 auch Besenstielchen); zu den Winden am roten Meer auch Seelenlos in Ludwig Bechsteins Neues deutsches Märchenbuch; zu König Lindwurm vgl. weiterhin Siebenhaut in Ludwig Bechsteins Neues deutsches Märchenbuch.
Tierehe, Trennung durch einen Fehler, Suchwanderung und die erkauften Brautnächte kommen auch in den norwegischen Volksmärchen Der Eisbär König Valemon und Im Osten von der Sonne und im Westen vom Monde vor.

## Grimms Anmerkungen

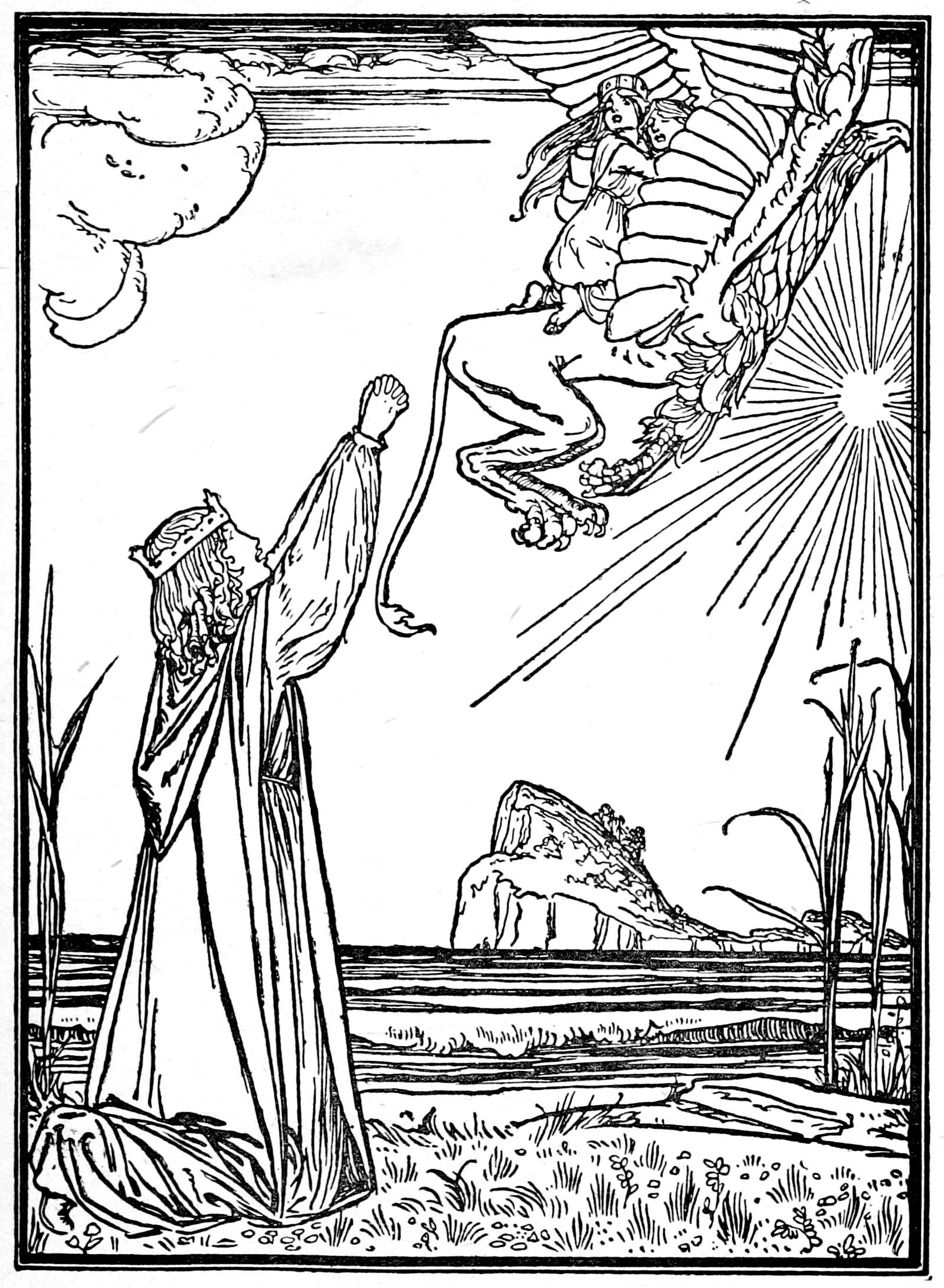
Illustration von Robert Anning Bell, 1912

Das Märchen steht in den Kinder- und Hausmärchen der Brüder Grimm ab dem zweiten Teil der 1. Auflage 1815 (da Nr. 2) an Stelle 88. Die Fassung stammt von Dortchen Wild. Es ist aus Grimms Sammlung das klarste Exemplar vom Typ Frau sucht ihren Mann (AaTh 425), neben Der Eisenofen. Schon ihre Anmerkung bemerkt die hohe Verbreitung und Varianz, die um Apuleius’ Amor und Psyche kreist, und erzählt eine Fassung nach, die sie im ersten Teil nur der 1. Auflage 1812 noch als Von dem Sommer- und Wintergarten abdruckten (KHM 68a) sowie eine „dritte Erzählung aus dem Hanöverischen“:
Ein Rabe hilft dem Jäger, Wild zu schießen, damit die Königstöchter genesen, und fordert eine zur Frau. Die Jüngste kommt mit in sein Schloss. In ihrem Schlafzimmer hängt ein Spiegel, der zeigt, was daheim geschieht. Als ihre mitgebrachte Zofe trotz des Raben Verbot in den Spiegel sieht, zerreißt er sie und schickt die Braut fort. Er gibt ihr eine Feder. Sie muss Treue geloben. Sie tauscht Kleider mit einer Alten und arbeitet als Magd bei einer bösen Frau. Wenn die Arbeit zu schwer ist oder Männer sie bedrängen, nimmt sie die Feder. Damit tut sich die Arbeit von allein und die Männer stellen sich selbst bloß, prügeln sich gegenseitig und danken ihr noch. Nach sieben Jahren holt ihr Prinz sie ab.
In Die Schöne und der Drache aus Die junge Amerikanerin (Ulm, 1765) ist das Tier ein Drache, sie hat einen Wunschring und ist, ohne es zu wissen, Tochter einer Zauberin. Sie zählen noch viele Quellen auf (auch Der Eisenofen), u. a. Das singende und klingende Bäumchen aus der Braunschweiger Sammlung, das sie bei der Namensgebung beeinflusste. Weiterhin weisen sie auf Federnelfen im Volksglauben hin, die einen Tropfen von Jesu Blut im Herzen haben, auf Parzival und auf Erzählungen von Zwergen, die über Schäden in ihren Gärten erzürnt sind.

## Moderne Adaptionen

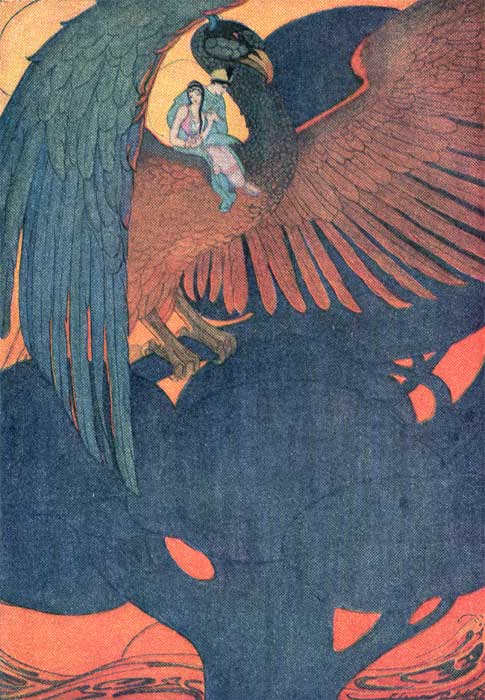
Illustration von Elenore Abbott, 1920

- Patricia A. McKillip erzählt die Geschichte wieder als The Lion and the Lark.
- In Janoschs Parodie schickt die jüngste Tochter ihren Vater und später alle Freier auf Weltreise, wo sie am Schluss vom Löwen gefressen werden, bis ein junger Mann ihr eine Dose bringt, die sie sich nie zu öffnen traut und die angeblich ein singendes, springendes Löweneckerchen enthält, da muss sie ihn heiraten. Als nach ihrem Tod ihr Urenkel die Dose öffnet, stellt sich heraus, dass sie leer ist.[4]
- Gertrud Fussenegger: Das Zauberschloss. Ein Märchen in Reimen, zum Vorlesen und Nachspielen Langen Müller, München 2006 ISBN 3784430694. Mit Zeichnungen ihrer Tochter Ricarda Dietz.
- Kei Ishiyama zeichnet im Manga-Band Grimms Manga 2 die Geschichte als abgewandelte Version, in der der Löwe Königssohn des Sonnenreiches ist und vom König des Mondreiches in einen Löwen verwandelt wurde. Tokyopop, Hamburg 2009, ISBN 978-3867194815.

## Bühnenstücke
- Eine musikalische Version von Das singende springende Löweneckerchen, geschrieben von Dieter Stegmann und Alexander Bermange, wurde bei den Brüder Grimm Märchenfestspielen in Hanau 2004 aufgeführt.
- Barbara Honigmann: Das singende springende Löweneckerchen (ab 6. J.) Theaterstück. In: Spielplatz Bd. 3. Fünf Theaterstücke für Kinder. Hg. Marion Victor, Verlag der Autoren, Frankfurt 1990 ISBN 3886611078.

## Film
- Der Prinz hinter den sieben Meeren, DEFA-Spielfilm, DDR 1982.
- 2010: SimsalaGrimm, deutsche Zeichentrickserie, Staffel 3, Folge 25: Das Löweneckerchen.

## Hörspiele
- 1980: Das singende, springende Löweneckerchen – Regie: Uwe Haacke (Rundfunk der DDR)

### Primärliteratur
- Grimm, Brüder: Kinder- und Hausmärchen. Vollständige Ausgabe. Mit 184 Illustrationen zeitgenössischer Künstler und einem Nachwort von Heinz Rölleke. S. 437–443. Düsseldorf und Zürich, 19. Auflage 1999. (Artemis & Winkler Verlag; Patmos Verlag; ISBN 3-538-06943-3)
- Grimm, Brüder: Kinder- und Hausmärchen. Ausgabe letzter Hand mit den Originalanmerkungen der Brüder Grimm. Mit einem Anhang sämtlicher, nicht in allen Auflagen veröffentlichter Märchen und Herkunftsnachweisen herausgegeben von Heinz Rölleke. Band 3: Originalanmerkungen, Herkunftsnachweise, Nachwort. Durchgesehene und bibliographisch ergänzte Ausgabe, Stuttgart 1994. S. 164–168, S. 480–481. (Reclam-Verlag; ISBN 3-15-003193-1)

### Sekundärliteratur
- Scherf, Walter: Das Märchenlexikon. Zweiter Band L–Z. S. 1122–1127. München, 1995. (Verlag C. H. Beck; ISBN 3-406-39911-8)
- Röhrich, Lutz: Drache, Drachenkampf, Drachentöter. In: Enzyklopädie des Märchens. Band 3. S. 787–820. Berlin, New York, 1991.
- Taloş, Ion: Löwe. In: Enzyklopädie des Märchens. Band 8. S. 1207–1215. Berlin, New York, 1996.
- Meinel, Gertraud: Nuß. In: Enzyklopädie des Märchens. Band 10. S. 159–164. Berlin, New York, 2002.

### Deutungen
- Von Beit, Hedwig: Gegensatz und Erneuerung im Märchen. Zweiter Band von «Symbolik des Märchens». Zweite, verbesserte Auflage, Bern 1965. S. 52–92.
- Kast, Verena: Mann und Frau im Märchen. Eine psychologische Deutung. 2. Auflage, München 1988. S. 77–99. (dtv; ISBN 3-530-42101-4)